# Machinima, Inc.
Machinima, Inc. ([məˈʃiːnɪmə] or [məˈʃɪnɪmə]) foi uma plataforma on-line de entretenimento sobre a criação de vídeos de animação e notícias sobre o portal Machinima. O site foi fundado em janeiro de 2000 por Hugh Hancock em Los Angeles  e tem parceria com Youtube, Facebook, Apple e Twitter.
O título "Machinima" é a junção das palavras machine (máquina) e cinema, relacionando o uso da tecnologia em vídeos de animação em ambientes de jogos virtuais e o incentivo de produção de tiro em primeira pessoa da id Software. Durante a segunda semana de fevereiro de 2013, o sítio tinha 453200 seguidores no Twitter, 1,09 milhão de "curtidas" no Facebook e 7138512 assinantes e parceiros no YouTube.

A empresa atuava em várias áreas de entretenimento, era proprietária de diversos sites temáticos, como videogames, artes em quadrinhos, e notícias voltadas neste meio. 
Também era fundadora e proprietária da subsidiária Machinima Network, uma empresa pioneira e que revolucionou as operações deste meio.
Em 2016, a empresa foi adquirida pela Warner Bros. Digital Networks, subsidiária do conglomerado Warner Media, passando a ser subsidiária das companhias.
Após a compra, aos poucos a Machinima foi lentamente se descaracterizando e encerrando alguns serviços, movendo toda a sua estrutura e concentração para a Fullscreen.
Em Janeiro de 2019, a empresa decidiu encerrar todas as operações da Machinima Network, encerrando todas as suas participações e serviços neste meio, deixando a sua plataforma para a Fullscreen, junto com seus contratos que ainda estavam em vigência. Em Fevereiro de 2019 também encerrou as suas atividades sob o nome Machinima junto ao seu website, sendo o fim da rede após 19 anos.